# Rrëshen

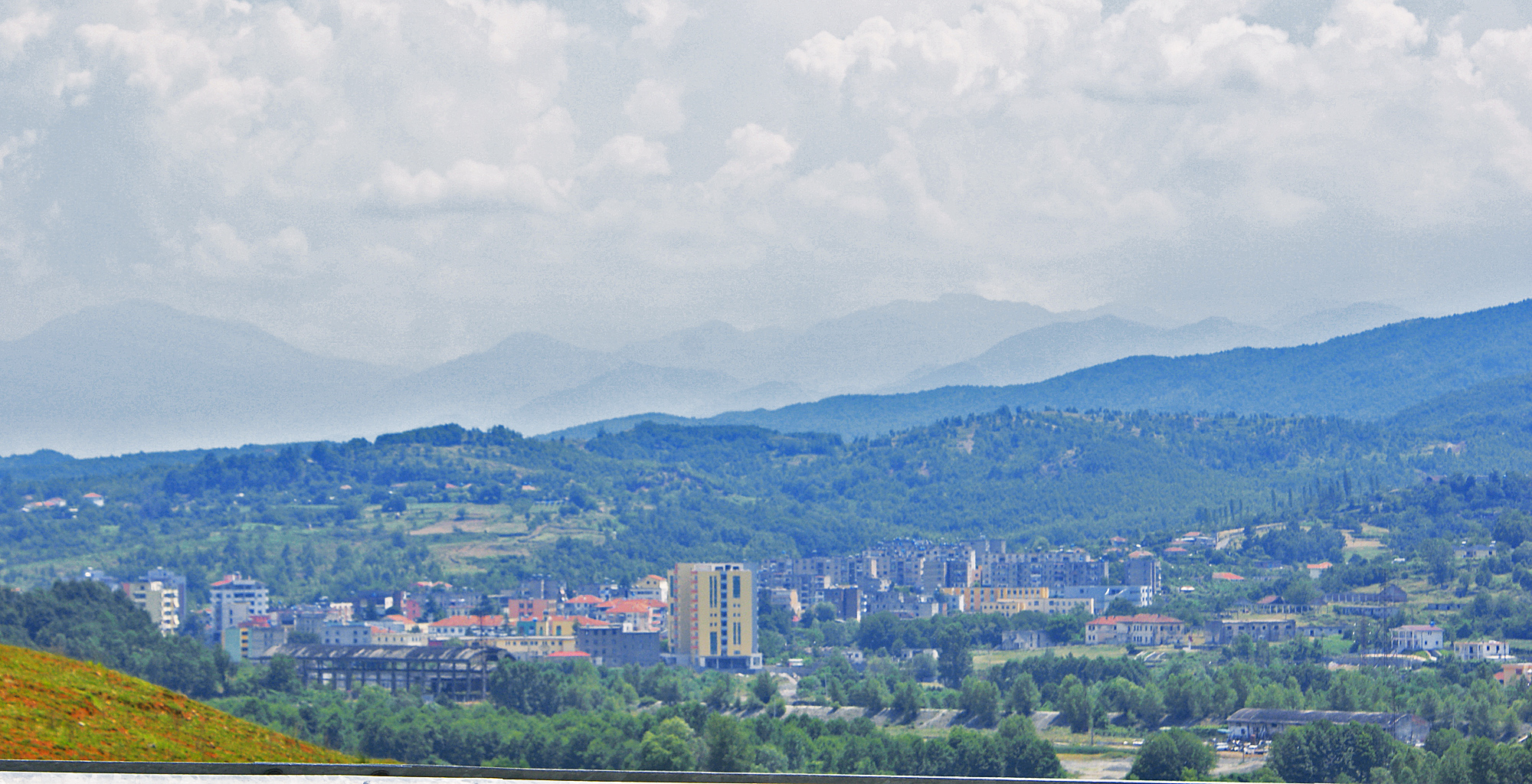
Rrëshen.

Rrëshen (albanska: Rrëshen med böjningsformen Rrësheni) är en stad i norra Albanien, huvudort i Mirditëdistriktet, med 9 240 invånare (2001).